# Hong Kong Nocturne
Pour plus de détails, voir Fiche technique et Distribution.
Hong Kong Nocturne (香江花月夜) est un film hongkongais réalisé par Umetsugu Inoue et sorti en 1967. 
Il s'agit d'un remake du film Odoritai yoru (1963) du même réalisateur. Le film est considéré comme un classique de la comédie musicale hongkongaise, malgré la forte composante japonaise de son équipe de tournage.

## Histoire
Trois jeunes artistes féminines cherchent à s'émanciper de leur père prestidigitateur sous prétexte que ce dernier détournerait une partie de leurs gains (en réalité pour donner libre cours à de vains et chimériques espoirs de gloire et de dépravation charnelle), et s'opposent à l'histoire d'amour de ce dernier avec une femme plus jeune que lui.
Le destin va heureusement se charger de leur faire payer cette entorse à la morale confucéenne.

## Fiche technique
- Titre original : 香江花月夜,  Hong Kong Nocturne
- Réalisation : Umetsugu Inoue
- Scénario : Umetsugu Inoue
- Photographie : Ho Lan-shan (Nishimoto Tadashi)
- Musique : Ryōichi Hattori
- Société de production : Shaw Brothers
- Pays d'origine : Hong Kong
- Langue originale : mandarin
- Format : Couleurs - 2,35:1 - Mono - 35 mm
- Genre : comédie musicale
- Durée : 123 min
- Date de sortie : 8 février 1967

## Distribution
- Peter Chen Ho : Chen Tze-ching, un compositeur
- Cheng Pei-Pei : Chia Chuan-chuan
- Chin Ping : Chia Ting-ting
- Lily Ho : Chia Tsui-tsui
- Ling Yun : Feng Yun-tai, un trompettiste
- Cheung Kwong-chiu : Chia Su-cheng, prestidigitateur et père des trois donzelles
- Tien Feng : Yen Fang, un professeur de danse classique estropié
- Yueh Hua : M. Pan
- Tina Chin Fei : Hsiao Hua, amante de Chia Su-cheng
- Ou-Yang Sha-fei : mère de Tze-ching
- Ku Feng : homme de ménage de l'école de danse